# Nooit alleen
Nooit alleen is een single van de Vlaamse zanger Niels Destadsbader. Het nummer kwam uit in april 2020, tijdens de Coronacrisis. Het nummer zelf is ook geschreven tijdens de periode in quarantaine. De productie was in handen van de Nederlandse producer Holger Schwedt.
Nooit alleen kreeg op 3 augustus 2020 een nominatie voor een Radio 2 Zomerhit. Destadsbader wist op 16 augustus 2020 echter de trofee niet mee te nemen voor de vierde maal op rij. Er bestaat ook een akoestische versie van het nummer.
Op 11 december 2020 haalde de song Goud.